# Christiana (Delaware)
Christiana é uma comunidade não incorporada do Condado de New Castle, Delaware, perto de Wilmington. É o lar do Centro Comercial Christiana e do término do norte da Delaware Route 1.